# Diepflingen
Diepflingen är en ort och kommun i distriktet Sissach i kantonen Basel-Landschaft, Schweiz. Kommunen har 794 invånare (2023).